# Apple Valley (Kalifornien)
Apple Valley ist eine Stadt im San Bernardino County im US-Bundesstaat Kalifornien mit rund 75.791 Einwohnern (Stand: Volkszählung 2020).
Das Stadtgebiet umfasst eine Fläche von 190,7 Quadratkilometern.
Die Stadt befindet sich im südlichen Teil der Mojave-Wüste, wodurch das Klima besonders in den Sommermonaten sehr warm sein kann. Häufig werden aufgrund dieser geographischen Lage im Sommer am Mittag über 40 Grad Celsius gemessen. Durch mehrere Autobahnen und Schnellstraßen ist die Stadt verkehrstechnisch relativ gut erreichbar.

## Lage
Apple Valley ist Teil des Victor Valley. Das Gebiet der Stadt grenzt im Westen an das Gebiet von Victorville, dessen Siedlung aber noch etwa 16 Kilometer (10 Meilen) entfernt liegt. Südlicher Nachbar ist Hesperia. Es liegt etwa 60 Kilometer (37 Meilen) im Süden von Barstow und ist durch den Cajon-Pass vom 74 Kilometer (46 Meilen) noch weiter südlich liegenden San Bernardino getrennt.

## Demographie
Die Einwohnerzahl betrug bei der Volkszählung 2010 69.135. Die Mehrheit davon, knapp über 60 Prozent stellen europäischstämmige Weiße dar. Hispanische Einwanderer (Latinos) sind jedoch mit nahezu 30 Prozent ebenfalls hoch vertreten. Minderheiten stellen Afroamerikaner sowie asiatischstämmige Immigranten dar, wobei erstere mit fast 10 Prozent noch stärker als Asiaten vertreten sind. In der gesamten Stadt existierten zum Zeitpunkt der Volkszählung 2010 rund 23.600 Haushalte. Auf 100 Frauen kamen 96 Männer, während das Medianalter bei exakt 37 Jahren lag.
In den vergangenen Jahren und Jahrzehnten entwickelte sich die Bevölkerungszahl rasch nach oben: Betrug sie im Jahr 1970 noch rund 6.000, so verzehnfachte sie sich innerhalb von vier Jahrzehnten. Die Volkszählung im Jahr 2000 ergab eine Einwohnerzahl von 54.000, wobei insbesondere die Zahl der Latinos seit 2000 deutlich zunahm. Auch der Anteil von Afroamerikanern verzeichnete einen Zuwachs, während Weiße prozentual gesehen deutlich schwächer vertreten sind.

## Geschichte
Archäologische Befunde am Mojave River deuten auf Serranos als früheste Bewohner des Gebietes des heutigen Apple Valley. Ab 1776 wurde das Gebiet durch den Missionar Francisco Garces erschlossen. Im Laufe des 19. Jahrhunderts begannen Paiute einzuwandeen. Apple Valley war auch Durchgangsstation für Trecks während des Goldrausches ab 1849. Das erste feste Gebäude wurde aber erst 1860 durch einen gewissen Silas Cox errichtet. 1891 wurde das Gebiet von Apple Valley durch eine Brücke über den Mojave River mit Victorville verbunden, nachdem eine erste Brückenkonstruktion ein Jahr zuvor kurz nach der Fertigstellung eingestürzt war. Es bildeten sich mit der Zeit Ranches, die neben der Landwirtschaft auch Unterkünfte für Erholungssuchende, und Kuraufenthalte für Tuberkulose- und Asthmakranke anboten. Entlang des Flusses gab es Apfelplantagen bis in die 1920er. Von diesen oder der um 1900 hier operierenden Appleton Land Company leitete sich der heutige Name ab. Während der Weltwirtschaftskrise in den 1930ern wurde der Apfelanbau wegen der hohen Bewässerungskosten aber aufgegeben. 1948 gründeten Newton T. Bass und B.J. „Bud“ Westlund aus der Erdölindustrie um Long Beach die Apple Valley Ranchos Land Co. . Sie errichteten das Apple Valley Inn und das Hilltop House. Sie bewarben das „Golden Land of Apple Valley“ und konnten Hollywood-Prominenz überzeugen im Apple Valley Urlaub zu machen. In der Folge kam es zur Errichtung eines Golfplatzes und zur Ansiedlung von ungefähr 180 Unternehmen.

## Söhne und Töchter der Stadt
- Miko Hughes (* 1986), Filmschauspieler
- Melissa Browne (* 1991), Beachhandballspielerin
- Kyle Smaine (1991–2023), Freestyle-Skisportler
- Michelle Alozie (* 1997), nigerianische Fußballspielerin
- Megan Jastrab (* 2002), Radrennfahrerin